# 662

## Събития
- Ромуалд I от Беневенто, син na краля на лангобардите Гримоалд, става херцог на Беневенто (от 662 до 677). През 667 г. българите на Алцек му помагат в битките.